# Gerry Geran
George Pierce Geran, connu sous le nom de « Gerry » Geran (né le 22 février 1895 à Holyoke dans le Massachusetts aux États-Unis – mort le 8 septembre 1981 à Brooklyn, New York, États-Unis), est un joueur professionnel américain de hockey sur glace,.

## Carrière
George Geran fait ses débuts dans le hockey sur glace en jouant au sein des Big Green du Dartmouth College. Il rejoint la Ligue nationale de hockey lors de sa saison inaugurale en 1917-1918 et s'aligne avec les Wanderers de Montréal. Il ne joue que quatre matchs dans la LNH cette saison : en effet, le 2 janvier 1918, l'Aréna de Montréal, qui héberge les Wanderers et les Canadiens de Montréal, est détruite à la suite d'un incendie.
Il s'engage ensuite dans la marine américaine et rentre dans le Massachusetts. Il est affecté au dépôt de la marine à Charlestown, il y entraîne l'équipe de la Navy. Il part pour l'Europe pour les Jeux olympiques de 1920 où, avec l'équipe américaine il remporte le 29 avril 1920 une médaille d'argent. En 1921, il rejoint la ville de Paris en France et joue au sein du Club des Patineurs de Paris où il est la vedette de l'équipe au cours de la saison 1921-1922. Il remporte cette année le titre de champion de France Il inscrit alors les deux tiers des buts inscrits par son équipe.
Geran quitte le club après un dernier match en novembre 1922. Il retourne aux États-Unis et évolue pour les Unicorns de Boston dans l'USAHA. En 1924, il devient gérant du Coliséum de Springfield, patinoire proche de sa ville natale avant de revenir à la LNH : lors de la saison 1925–1926, il joue pour les Bruins de Boston pendant une saison complète cette fois-ci (33 matchs). Lors de sa retraite de la LNH, outre ses 37 matchs, 5 buts et 6 points, il est également le dernier joueur des Wanderers encore en activité.

## Statistiques
| Saison    | Équipe                      | Ligue           |    | Saison régulière | Saison régulière | Saison régulière | Saison régulière | Saison régulière |   | Séries éliminatoires | Séries éliminatoires | Séries éliminatoires | Séries éliminatoires | Séries éliminatoires |
| Saison    | Équipe                      | Ligue           | PJ | B                | A                | Pts              | Pun              | PJ               | B | A                    | Pts                  | Pun                  |                      |                      |
| 1915-1916 | Big Green de Dartmouth      | Ivy League      | 6  | 1                | 0                | 1                | 12               |                  |   |                      |                      |                      |                      |                      |
| 1916-1917 | Big Green de Dartmouth      | Ivy League      |    |                  |                  |                  |                  |                  |   |                      |                      |                      |                      |                      |
| 1917-1918 | Wanderers de Montréal       | LNH             | 4  | 0                | 0                | 0                | 0                |                  |   |                      |                      |                      |                      |                      |
| 1917-1918 | Boston Nawy Yard            | USLNH           | 11 | 7                | 0                | 7                |                  |                  |   |                      |                      |                      |                      |                      |
| 1919-1920 | Boston Shoes Trades         | USAHA           |    |                  |                  |                  |                  |                  |   |                      |                      |                      |                      |                      |
| 1919-1920 | Équipe des États-Unis       | Jeux Olympiques | 1  | 3                | 0                | 3                |                  |                  |   |                      |                      |                      |                      |                      |
| 1920-1921 | Boston Shoes Trades         | USAHA           | 6  | 3                | 0                | 3                |                  |                  |   |                      |                      |                      |                      |                      |
| 1921-1922 | Club des Patineurs de Paris | France          | 8  | 88               | 0                | 88               |                  |                  |   |                      |                      |                      |                      |                      |
| 1922-1923 | Boston A.A. Unicorns        | USAHA           | 9  | 14               | 0                | 14               |                  | 4                | 4 | 0                    | 4                    |                      |                      |                      |
| 1923-1924 | Boston A.A. Unicorns        | USAHA           | 10 | 9                | 0                | 9                |                  | 3                | 3 | 1                    | 4                    |                      |                      |                      |
| 1924-1925 | Boston A.A. Unicorns        | USAHA           | 19 | 13               | 0                | 13               |                  | 4                | 0 | 0                    | 0                    | 0                    |                      |                      |
| 1925-1926 | Bruins de Boston            | LNH             | 33 | 5                | 1                | 6                | 6                |                  |   |                      |                      |                      |                      |                      |
| 1926-1927 | Saints de St-Paul           | AHA             | 12 | 1                | 1                | 2                | 0                |                  |   |                      |                      |                      |                      |                      |